# Clément Braz Afonso
Clément Braz Afonso (* 8. November 1999 in Brive-la-Gaillarde) ist ein französischer Radrennfahrer, der im Straßenradsport aktiv ist.

## Sportlicher Werdegang
Seine Karriere im Radsport startete Braz Afonso zunächst auf der Vereinsebene. 2021 gewann er dabei mit dem CC Étupes eine Etappe der Tour de Guadeloupe. Nach dem Abschluss seines Ingenieurstudiums widmete er sich stärker dem Radsport und machte 2023 durch wiederholte Spitzenplatzierungen bei Rennen des nationalen Kalenders auf sich aufmerksam. Bei internationalen Rennen verzeichnete er den zweiten Gesamtrang bei der Tour de la Mirabelle und den achten Gesamtrang bei der Tour du Pays de Montbéliard. 
Zur Saison 2024 wechselte Braz Afonso Mitglied zum französischen UCI Continental Team CIC U Nantes Atlantique, für das er mehrere Top-10-Platzierungen auf der UCI Europe Tour einfuhr. Nach nur einer Saison erhielt er ab 2025 einen Vertrag beim UCI WorldTeam Groupama-FDJ. Sein bisher wertvollstes Resultat als Radprofi ist der vierte Platz bei der Tour du Doubs 2025. 

## Erfolge
2021
- eine Etappe Tour de Guadeloupe

2022
- Bergwertung Tour de la Mirabelle